# Gaspër Çurçia
Gaspër Mark Çurçia (ur. 13 listopada 1934 w Szkodrze, zm. 9 kwietnia 1985 w Tiranie) – albański muzyk (trębacz) i dyrygent.

## Życiorys
Pochodził z rodziny kupieckiej, wyznania katolickiego. Uczył się gry na pianinie u szkoderskiej pianistki Idy Melgushi, ale nie ukończył żadnej szkoły muzycznej. Od 1962 pracował w Albańskim Radiu i Telewizji początkowo jako trębacz, a z czasem objął kierownictwo orkiestry symfonicznej. W Albanii był jednym z pionierów muzyki jazzowej. Grał na trąbce, fortepianie i na fisharmonii. Kierowany przez niego zespół grał w stołecznym hotelu Dajti, w sezonie letnim także w hotelach na wybrzeżu. W początkach lat 70. założył orkiestrę Big-Band, złożoną głównie z muzyków grających na instrumentach dętych, która w 1972 wystąpiła na XI Festiwalu Piosenki w Tiranie. Po festiwalu został oskarżony przez władze partyjne o propagowanie muzyki dekadenckiej, pozbawiony stanowiska i skierowany do pracy w Peshkopii, skąd wkrótce powrócił do Tirany. Znalazł pracę w Przedsiębiorstwie Hamid Shijaku, produkującym pomoce dydaktyczne dla szkół, w tym instrumenty muzyczne.
W 1985 uczestniczył w fałszowaniu biletów kolejowych, które sprzedawano nielegalnie w sklepie obok stacji kolejowej w Tiranie. Bilety miały inny odcień niż autentyczne i zostały zakwestionowane przez konduktorów, a następnie podjęto śledztwo w tej sprawie. Çurçia został aresztowany 12 grudnia 1984. W 1985 został skazany na karę śmierci za defraudację i fałszerstwo, razem z inżynierem Shkëlzenem Doçim, organizatorem przedsięwzięcia. Stracony przez rozstrzelanie w kwietniu 1985 w rejonie wsi Linze k. Tirany przez oddział specjalny ministerstwa spraw wewnętrznych. Ostatnie słowa, które wypowiedział Çurçia przed egzekucją brzmiały: Miejcie litość dla moich dzieci, zabijacie mnie za dwadzieścia tysięcy leków.
Był żonaty (żona Vasilika była nauczycielką), miał trzech synów (Mark, Edi i Fredi). W 1992 dzięki poszukiwaniom prowadzonym przez rodzinę udało się odnaleźć miejsce, gdzie został pochowany.